# Dichlorphenamid
Dichlorphenamid ist eine chemische Verbindung aus der Gruppe der Sulfonamide und Carboanhydrasehemmer.

## Gewinnung und Darstellung
Dichlorphenamid kann durch Reaktion von 2-Chlorphenol mit Chlorsulfonsäure, Phosphorpentachlorid und Ammoniak gewonnen werden.

## Eigenschaften
Dichlorphenamid ist ein weißes bis gelbliches kristallines Pulver, das praktisch unlöslich in Wasser ist. Es besitzt eine monokline Kristallstruktur mit der Raumgruppe C2/c (Raumgruppen-Nr. 15).

## Verwendung
Dichlorphenamid wird als Arzneistoff als Mittel bei erhöhtem Augeninnendruck bei Mensch und Kleintieren verwendet.
Sie wurde auch zur Behandlung der periodischen Lähmung untersucht und ist seit 2015 in den USA in dieser Indikation (primäre hyper- und hypokaliämische periodische Lähmung und verwandte Formen) unter dem Namen Keveyis zugelassen.

## Nachweis
Dichlorphenamid kann durch eine Farbreaktion nachgewiesen werden.

## Geschichte
Die Verbindung wurde 1958 in den USA unter dem Präparatenamen Daranide für die ophthalmologische Anwendung zugelassen. Im Jahr 2000 stellte Merck den Vertrieb von Daranide ein, nachdem bessere Mittel für die Glaukombehandlung verfügbar  geworden waren. Zu der Zeit nahmen es bereits wenige Patienten mit der seltenen Erbkrankheit der periodischen Lähmung off-label ein, 100 Tabletten kosteten um die 50 Dollar. Die Rechte an dem Medikaments gingen in der Folge an Taro Pharmaceuticals, dann an Sun Pharmaceutical Industries über. 2015 erhielt Sun Pharmaceutical unter dem Präparatenamen Keveyis die US-Zulassung für Dichlorphenamid zur Behandlung der periodischen Lähmung, der Preis wurde auf 13.650 Dollar pro 100 Tabletten festgesetzt. Mit dem Verkauf der Lizenz an Strongbridge Biopharma Ende 2016 stiegen die Kosten für 100 Tabletten erneut auf nunmehr 15.000 Dollar.

## Regulierung
Über den Safe Drinking Water and Toxic Enforcement Act of 1986 besteht in Kalifornien seit dem 27. Februar 2001 eine Kennzeichnungspflicht für Produkte, die Dichlorphenamid enthalten.